# Milepæl
|  | I overført betydning kan en milepæl også være betegnelsen for et projekts delmål. Se Milepæl (delmål). |
En milepæl er en afstandsmarkering ved en vej og har været brugt mange steder i verden.
I Danmark blev milepæle opsat ved hver hele mil og ofte også ved halve, kvarte og trekvarte mil. Milepælenes anførte afstande måles fra nulpunkter markeret med nulpunktssten. I begyndelsen var de danske milepæle træpæle nedsat i jorden, men de blev afløst af milesten, selv om ordet milepæl fortsat blev anvendt ved stenmarkeringerne.
I nyere tid, hvor kilometer har erstattet mil som længdemål, er de gamle milesten erstattet af kilometersten af granit og senere af plaststolper for hver 200 m.
Vejlængderne er på de sjællandske hovedlandeveje regnet fra Københavns gamle fæstningsporte, men udgangspunkterne er i reglen uens for hver egn.

## Milepælens historie
Ordet milepæl kommer fra det latinske "milliarium". De var oprindeligt obelisker af granit, marmor eller en anden lokal stenart. De blev flittigt anvendt af romerske vejbyggere og var en vigtig del af ethvert romersk vejnetværk.
De første romerske milepæle, som kendes, kommer fra Via Appia. I centrum af Rom stod den "Gyldne Milesten", der blev rejst som det symbolske centrum i Romerriget. Den er forsvundet, men var inspirationen for Washington D.C.-nulpunktsstenen "The Zero Milestone", hvorfra alle vejdistancer i USA skulle opmåles.

## Milepæle rundt omkring i verden

### Europa
I Europa blev afstanden målt ud fra et specifikt punkt i en by, hvorfor mange veje blev opkaldt efter byerne i hver sin ende af dem: i London i Storbritannien er nulpunktet en metalplade på Charing Cross, hvorfra afstande fra London til andre byer måles.

### USA
I det nordamerikanske Interstate Highway System måles afstandene normalt fra afstanden til den nærmeste sydlige eller vestlige statsgrænse, mens amtsveje normalt anvender amtets grænse som nulpunkt. Ofte er frakørsler nummereret i forbindelse med den nærmeste milepæl: "mile-log" systemet. En del seværdige og historiske ruter fx langs Blue Ridge Parkway i North Carolina og Virginia og Overseas Highway i Florida Keys anvender milepæle som markeringer for seværdigheder.

### Indien
Milepæle på indiske nationale hovedveje har typisk hvid baggrund med gule eller grønne toppe på statshovedveje. Byernes navne og afstandene er malet med sort. Navnene på de nærmeste byer er også skrevet og afstanden i kilometer. På ikke opdelte hovedveje anvendes milepæle på begge sider af vejen, som angiver afstanden til de nærmeste byer i begge retninger. Hovedvejens nummer er skrevet øverst på milepælen, summen af afstanden mellem de to nærmeste byer i hver retning er angivet på siden af den.

## Milepæle i Danmark

### De tidligste milepæle
De første beviser på en egentlig vejopmåling findes fra dronning Margrete 1.'s regering. Hun forordnede kroer for hver fjerde mil på farbar vej. Vi ved ikke, om der blev brugt andre afstandsmålere.
Frederik 2. lod opsætte stolper og tavler for hver hele og halve mil i forbindelse med et storstilet projekt med anlæg af nye veje på Sjælland. De var et oplagt mål for vandalisme, for allerede i 1586 klagede kongen over, at pælene og tavlerne fandtes "afslåede" på vejstrækningerne. Også under Christian 4., som anlagde en ny vej mellem København og Roskilde, har der været træpæle som vejmarkeringer. Ingen af dem eksisterer.

### Ole Rømer
Først under Christian 5. kom varige milepæle i sten, milesten. Det var astronomen Ole Rømer, som blev udnævnt til at forestå dette arbejde. Rømer gik videnskabeligt til værks og fastlagde først længden på en mil, som varierede fra egn til egn. Han fastsatte den til 12.000 alen, dvs. 7.538 meter. Denne standard holdt til indførelsen af metersystemet i Danmark i 1907.
Han gik derefter i gang med opmålingen af vejene. Det foregik med et hodometer, en milevogn, der opmålte, mens den kørte. Fra høsten 1691 begyndte opmålingen. I det første halve år blev der kun sat pæle som afmærkning for hver kvarte mil, men fra marts 1692 bød kongen, at Rømer skulle anlægge små høje, hvorpå milepæle skulle placeres. Højene skulle omgives af en krans af kampesten, og milepælene skulle være af hugget kampesten.
Man kender kun lidt til Rømers opmåling fra samtidige kilder, og selv om der foreligger et kort over opmålingerne, er det langtfra sikkert, at der blev opsat milepæle af sten på hele den opmålte strækning. På Videnskabernes Selskabs kort fra 1762 ses ret nøjagtigt, hvor mange af Rømers sten, der eksisterede 70 år efter arbejdet. Det viser, at stenene stod forholdsvis intakte på Sjælland og Fyn, mens de kun eksisterede i Øst- og Nordjylland foruden få eksemplarer på Århus-egnen.
Rømers milesten var meget simple i udførelsen. Med prikker var kvartemilene angivet med én prik for 1/4 mil, 2 for 2/4 og 3 for 3/4 mil. Ved hver hele mil bestod stenen enten udelukkende af et tal eller i få tilfælde af et tal under Christian 5.s monogram. Der eksisterer i dag kun én monogramstenen. Den findes på Frilandsmuseet i Kongens Lyngby.
Milepælene angav længden fra den nærmeste nulpunktssten, som var opsat midt i alle større byer. I København var der sat en nulpunktssten ved hver byport. Der findes i dag ikke nulpunktssten fra denne periode. Stenen ved Østerport Station er langt senere.

### Tiden efter Ole Rømer til 1793
Efter det storstilede projekt gik der en rum tid, før nye tiltag blev sat i værk. Først i slutningen af Frederik 5.'s regeringstid blev en ny opmåling beordret på J.H.E. Bernstorffs initiativ. Det skete under den franske vejingeniør Jean Marmillods ledelse. Han skulle forestå det store arbejde med at istandsætte hovedvejene over hele riget og om muligt rette dem ud og forbedre dem. Desuden skulle han anlægge Kongevejen mellem Lundehuset til Rudersdal og videre over Hirschholm Slot til Fredensborg. Den blev sat i værk i 1764, og anlæggelsen af en ny vej til Roskilde blev beordret samme år. Frederik 5. døde, før de blev færdige, men anlægsarbejdet blev fortsat under Christian 7.
Til anlæggelsen af disse prestigeveje var der også tegnet nye prægtige milesten af marmor. Det er tidligere antaget, at billedhuggeren Johannes Wiedewelt stod for tegningen af de nye sten, men Ejvind Draiby anser det for mere nærliggende, at det var Marmillod selv, der stod for tegningerne.
De nye sten var store obelisker af norsk marmor for hver hele mil, med forgyldte kroner og enten Frederik 5. eller Christian 7.'s kongemonogrammer. Frederik 5.'s monogram blev brugt et godt stykke tid ind i Christian 7.s regeringsperiode. Halvmilestenen var mindre udgaver af helmilestenen. Begge typer blev anbragt på kunstnerisk udhuggede sokler af marmor.
Kvartmilestenen var for størstedelens vedkommende Ole Rømers gamle milepæle, som blev vendt om og fik indhugget kongemonogram og afstandsangivelse. Næsten alle Rømer-stenene på Sjælland blev genanvendt på denne måde.
Marmoret har ikke kunne tåle det nordiske vejrlig på samme måde som granit, og det har resulteret i, at størstedelen af disse sten enten er gået til grunde eller har krævet stærk restaurering. På vejene København-Korsør og Roskilde-Elverdam kan man stadig se soklerne fra disse sten, men det er de nye granitmilesten, som er placeret på dem.
Det var kun på Sjælland, at man nåede at opsætte marmormilepælene på alle strækninger under Christian 7. På Fyn og Jylland var man delvist gået i gang med arbejdet, blandt andet som følge af Christian 7.'s store vejforordning af 1793, der beordrede mange af de gamle veje sløjfede til fordel for nye hovedveje. I mange tilfælde blev de gamle Rømer-sten stående, og de er i dag de eneste tegn på, at der har været en vigtig vej. Det var i denne periode, de sidste milehøje blev sløjfet. I dag eksisterer der kun ganske få.
På strækningen Silkeborg-Viborg findes en del milepæle af granit kun med en simpel afstandsangivelse. De må være opsat lige efter 1793-forordningen, hvor der var tale om at anvende lokale materialer i stedet for den kostbare og skrøbelige norske marmor. På Kolding-egnen er der fundet sten, der er ganske særlige for området. De har simple talangivelser i en lang række ovenpå hinanden. De sten er udtryk for, at det er de lokale amtmænd, der mange steder i Jylland lod opstille sten efter Forordningen af 1793, til forskel fra de kostbare sten på Sjælland, som blev opsat på foranledning af kongen selv.
På lokalt initiativ, først og fremmest i Nordjylland, blev der desuden allerede under Frederik 6. rejst obeliskformede sandstensmilepæle, hvorpå afstandsangivelsen er indhugget i en oval fordybning midt på stenen.

### Senere tid
I begyndelsen af 1800-tallet kom der flere og flere indberetninger om milepæle, der forvitrede. Det blev klart, at de mange marmorstene måtte udskiftes. Det skete i første omgang i 1842, hvor der blev rejst kegleformede milepæle af granit, ofte på soklerne fra de gamle marmorsten. Det skete efter resolutionen af 19. marts 1842: "at hvor nye milepæle rejses for gamle, forfaldne bliver det samme kongelige navneciffer, som var anbragt på den gamle milestøtte, ogsaa at anbringe paa den nye, der træder i dens sted.". Disse nye sten fik altså som oftest, især på Sjælland, hvor marmorstenene var mest udbredt, stadig indhugget enten monogrammet for Frederik 5. eller Christian 7., selv om de var opført under Christian 8. eller Frederik 7.
Det var planen at færdiggøre opsætningen af dem i 1846 for Sjælland, Fyn 1847 og 1848 i Jylland. Men på grund af Treårskrigen blev planerne væsentligt forsinkede. På Sjælland blev det meste rejst inden 1848, bortset fra Strandvejen til Helsingør, Hillerød-Helsingør-vejen og Hillerød-vejen fra Rudersdal. Her blev stenene først opsat under Christian 8. og fik kongens monogram.
På Fyn blev stenene udhugget af fynsk granit af lokale stenhuggere. Der findes både kegleformede og obeliskformede sten med monogrammer for såvel Frederik 7. som Christian 8. På Brahesborg er et stort antal af stenene fra Fyn udstillet i haven.
I Jylland brugtes mest de store kegleformede granitsten på de større veje. Undtagelsen herfra findes i udkantsområderne, hvor andre typer blev taget i brug. I Sønderjylland opsattes rektangulære sten på cirka én meters højde. De blev overmalet og brugt til andet formål af tyskerne efter 1864, men for størstedelens vedkommende genskabt efter genforeningen i 1920.

### Kilometersten
I slutningen af 1800-tallet udmærkede milestenene sig ved at variere lokalt, men de fleste var de små, forholdsvis simple og letlæselige. I 1907 indførtes metersystemet, og alle milestenene erstattedes af kilometersten. De er tegnet af arkitekt P.V. Jensen Klint efter en landsdækkende konkurrence. De var store rektangulære og af granit, med en skrifttype i Jugendstil og var ens for hele landet.
Siden 1967 har alle milepæle været fredet og beskyttet efter Naturfredningslovens bestemmelser.
I dag anvendes plastic som kilometersten, både på motorveje og de mindre veje i Danmark. Plasticpælene vaskes med roterende børster på en traktor.

### Nulpunktssten i København
I København findes ved de fire byporte nulpunktssten, der markerer afstanden til byer omkring København.
Nulpunktstenene i København er som kilometerstenene på det overordnede vejnet (se ovenfor) tegnet af arkitekt P.V. Jensen Klint.